# Arthur Bloch
Arthur Bloch (* 4. Oktober 1882 in Aarberg; † 16. April 1942 in Payerne) war ein Schweizer Jude, der in Payerne von fünf Männern, die mit den deutschen Nationalsozialisten sympathisierten, aus rassistischen Gründen umgebracht wurde. Die Bedeutung des Falls liegt darin, dass dieser antisemitische Mord während des Zweiten Weltkriegs in der Schweiz stattfand.

## Ermordung
Der aus Bern stammende Viehhändler Bloch wurde während eines Viehmarkts in Payerne unter dem Vorwand, ihm eine Kuh verkaufen zu wollen, in einen Stall an der Rue à Thomas gelockt. Dort wurde er erschlagen und erschossen. Die 4000 Franken, die er am Markttag auf sich trug, wurden geraubt. Nach dem Mord zerstückelten die Täter die Leiche, versteckten die Leichenteile in drei Milchtansen (Bütten oder Kannen) und versenkten diese im Neuenburgersee. Blochs Kleider wurden verbrannt, das erbeutete Geld und die Verbrennungsrückstände wurden versteckt.
Seine Frau, die seine Rückkehr zum Abendessen erwartet hatte, rief zunächst ihre Tochter in Zürich an. Wenige Tage später gab sie eine Vermisstenanzeige auf, zudem engagierte sie einen Privatdetektiv in Lausanne. In Westschweizer Zeitungen erschienen Inserate mit Abbildungen des Vermissten, die für sachdienliche Hinweise, die zu seiner Auffindung führen würden, 1000 Franken Belohnung anboten.

### Strafverfolgung der Täter
Die Täter – der 34-jährige Garagist Fernand Ischi und sein Lehrling Georges Ballotte, die Brüder Robert und Max Marmier und ihr Knecht Fritz Joss – wurden am 24. April 1942 gefasst. Sie waren sofort geständig. Die drei Haupttäter wurden am 20. Februar 1943 von einem Schwurgericht in Payerne zu lebenslangen Zuchthausstrafe verurteilt, ein noch nicht 20 Jahre alter Mittäter und ein Helfer erhielten Zuchthausstrafen von 20 bzw. 15 Jahren. Die Angeklagten gaben an, dass ihnen das Opfer persönlich unbekannt gewesen war. Sie gaben auch an, dass sie ihn gemeinschaftlich zum Tode verurteilt hatten mit der Begründung «Weil er ein Jude war». Die fünf Verurteilten gehörten einer zehnköpfigen Gruppe der verbotenen Organisation «Mouvement National» in Payerne an.
Der ehemalige protestantische Pfarrer Philippe Lugrin aus Prilly bei Lausanne, ein Anführer der Nationalen Bewegung der Schweiz und Mitglied der Ligue vaudoise, der die Täter angestiftet hatte, konnte zunächst mit Unterstützung des deutschen Konsulats ins besetzte Paris, später nach Frankfurt am Main fliehen. Er wurde nach dem Krieg von den Alliierten an die Schweiz überstellt und am 5. Juni 1947 wegen Anstiftung zum Mord zu 25 Jahren Zuchthaus verurteilt.
Am Anfang des Prozesses wurden von Unbekannten vor dem Gerichtsgebäude Flugblätter verteilt. Deren Inhalt war: «Waadtländer! Die Mörder, die Scharfrichter von Payerne, haben im kleinen getan was wir im großen längst hätten tun sollen. Öffnet eure Augen und urteilt!». Der Text wurde im Gerichtssaal verlesen. Im Rahmen der Ermittlungen konnte mehrere Monate nach dem Mord ein deutscher Agent verhaftet werden. Er wollte den verbliebenen Mitgliedern der Gruppe Waffen und Geld übergeben. Der Agent wurde zu lebenslangem Zuchthaus verurteilt. Er übergab auch Anweisungen für Sabotageakte an Brücken und Eisenbahnen. Er gab an, dass er im Auftrag einer «Süddeutschen Spionagestelle» gehandelt habe. Einer der fünf Angeklagten hätte mehrere Wochen nach dem Mord an einer Ausbildung in Deutschland teilnehmen sollen. Der Mord war als Auftakt einer Terrorwelle in der Schweiz geplant. So waren ein Bombenattentat auf ein Warenhaus in Lausanne und mehrere Attentate auf Synagogen in Lausanne und anderen Städten geplant gewesen. Eine Namensliste von weiteren Morden war auch in Vorbereitung gewesen.

### Aufarbeitung

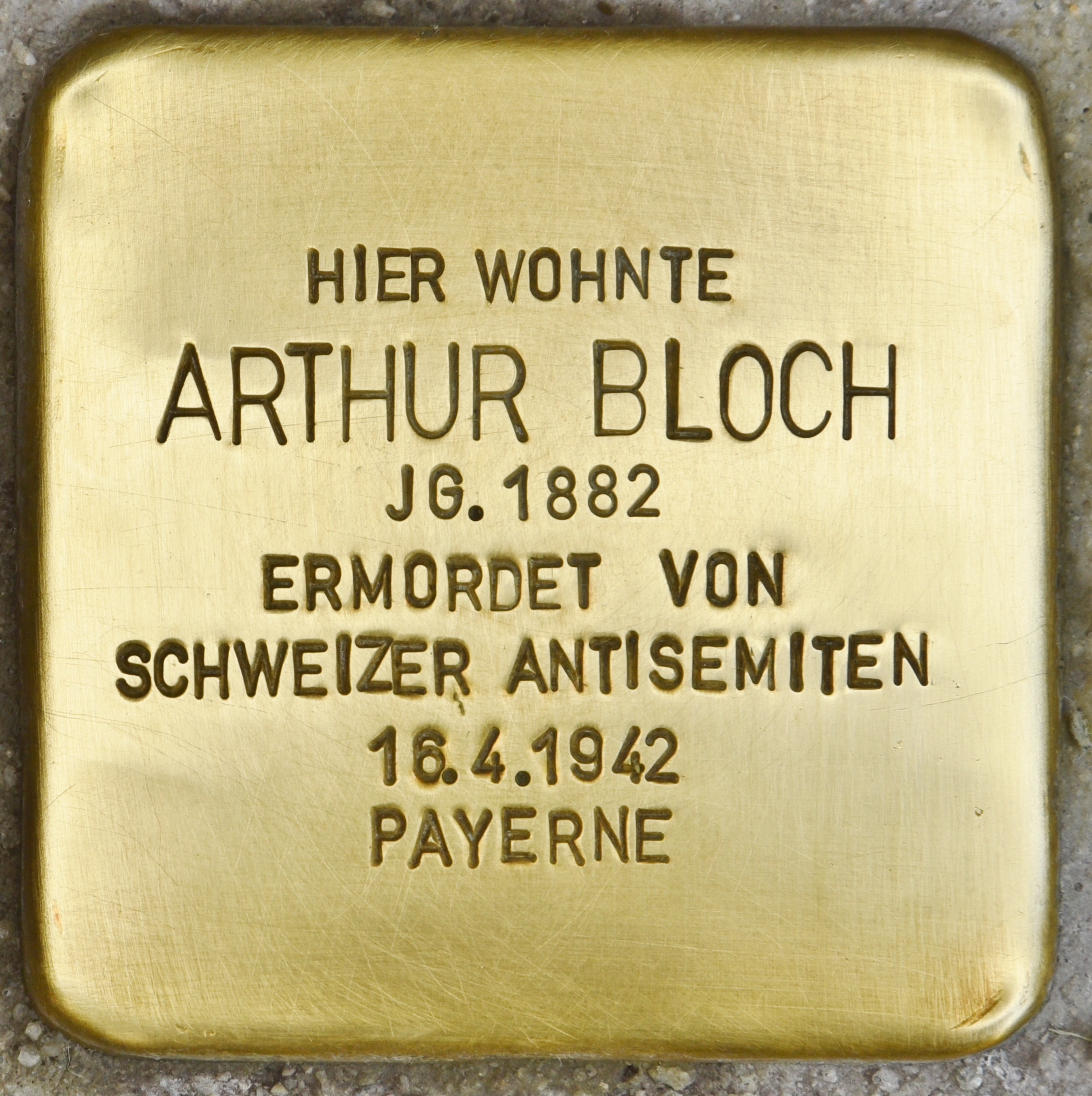
Stolperstein für Arthur Bloch

Die geborgenen Leichenteile wurden auf dem jüdischen Friedhof in Bern-Wankdorf beerdigt. Der Grabstein trägt die Aufschrift «Gott weiss warum». Seine Frau Myria Bloch, geboren 1893, folgte ihm 1947 ins gemeinsame Grab.
Das Schicksal von Arthur Bloch wurde von dem aus Payerne stammenden Schriftsteller Jacques Chessex im Buch Un Juif pour l’exemple aufgearbeitet, das 2009 erschien. Chessex war zum Zeitpunkt des Mordes acht Jahre alt und kannte sowohl das Opfer als auch die Täter. Er hatte das Ereignis bereits 1967 im Erzählband Reste avec nous unter dem Titel Un crime en 1942 thematisiert. Un Juif pour l’exemple wurde 2016 von Jacob Berger verfilmt, mit Bruno Ganz in der Titelrolle.
1974 hatte Walter Matthias Diggelmann in seiner Erzählung Der Jud Bloch auf den Fall Bezug genommen. 1977 folgte der 82-minütige Dokumentarfilm «Analyse d’un crime» von Yvan Dalain sowie das Buch Le Crime nazi de Payerne von Jacques Pilet. 2001 wurde der Fall von Hans Stutz im Buch Der Judenmord von Payerne aufgegriffen; Stutz kritisierte insbesondere, dass die Täter wohl bestraft, das rassistische Motiv aber weitgehend ausgeblendet worden sei.
Im Mai 2009 – wenige Monate nach der Veröffentlichung von Jacques Chessex’ Buch – verabschiedete das Stadtparlament von Payerne eine Resolution im Gedenken an das Verbrechen. Die Stadt war zuvor von Chessex dafür kritisiert worden, sich nicht der Vergangenheit stellen zu wollen und den Mord zu bagatellisieren. Am 1. März desselben Jahres war Chessex beim Karneval in Payerne öffentlich verhöhnt worden.
Am 15. Juni 2023 wurde vor dem Haus an der Monbijoustrasse 51 in Bern, in dem Arthur Bloch gelebt hat, ein Stolperstein in den Boden eingesetzt (Liste der Stolpersteine in der Schweiz). Er trägt die Aufschrift: «Hier wohnte Arthur Bloch, Jg. 1882, ermordet von Schweizer Antisemiten, 16.4.1942, Payerne.»

## Filme
- Historischer Schatten über Payerne – Jacques Chessex erinnert an einen Judenmord. (Kein Video mehr) Schweizer Fernsehen, Kulturplatz, 4. Februar 2009.
- Yvan Dalain, Jacques Pilet: Analyse d’un crime. Télévision Suisse Romande, «Temps présent», 29. September 1977.
- Ein Jude als Exempel (Un juif pour l’exemple), Schweiz 2016, Film von Jacob Berger mit Bruno Ganz als Arthur Bloch.